# وليد المدني
وليد عطيّة عائد المدنيّ لاعب كرة سلّة مُحترِف، وُلِد عام 1974م في المملكة العربيّة السّعوديّة، بدأ مسيرته الكرويّة بالانضمام إلى صفوف النّاشئين في نادي أُحُد السّعوديّ بعُمر الثّانية عشر في عام 1986م، ومن ثمّ تدرّج في صفوف النّادي من النّاشئين إلى الشّباب وحتّى الدّرجة الأولى.
انضمّ إلى مُنتخَب الشّباب السّعوديّ، وتمّ تصعيده إلى الفريق الأوّل لتمثيل المنتخب السّعوديّ، استمرّت مسيرته الرّياضيّة قُرابة ثلاثة وعشرين عاماً.

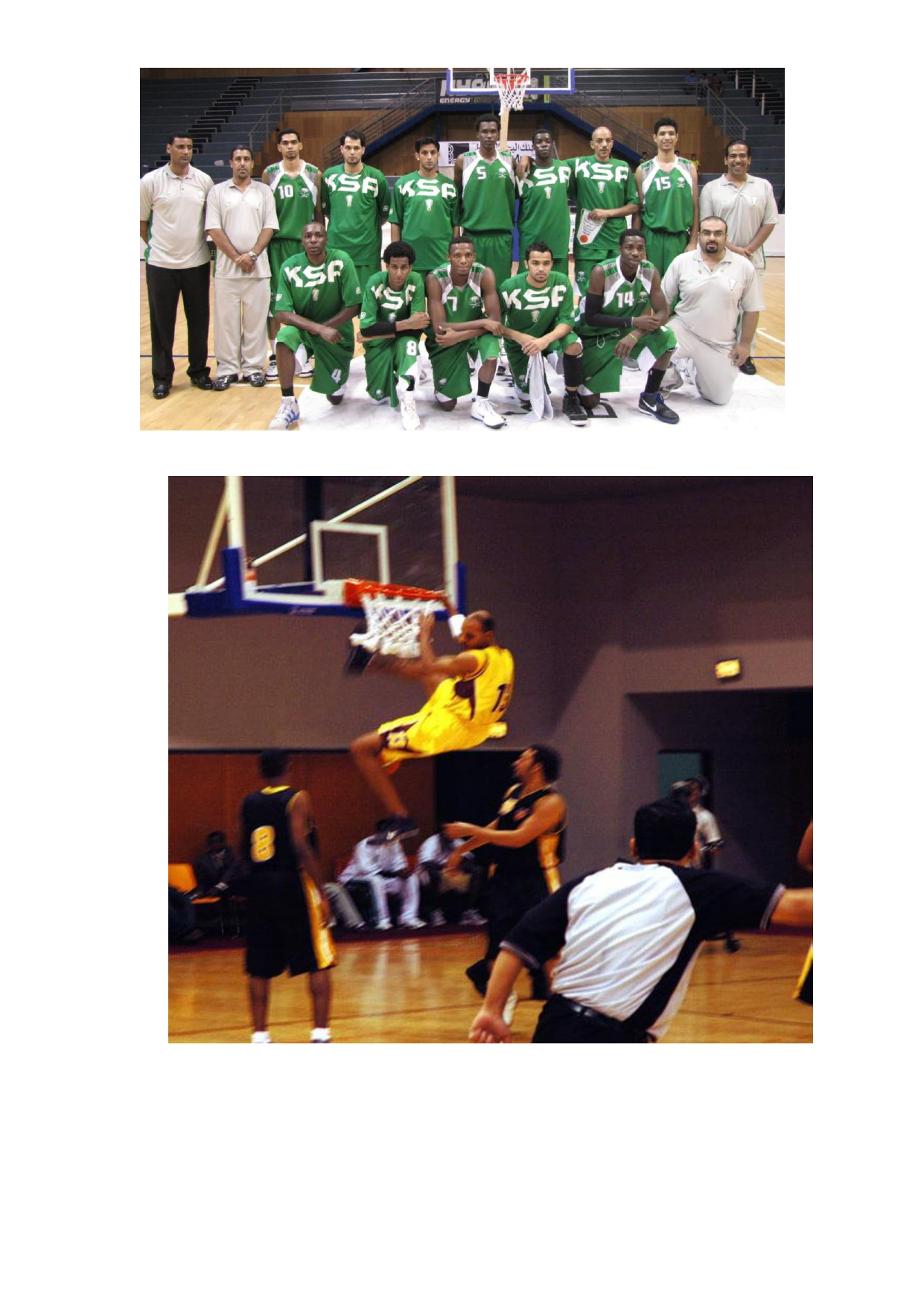
اللّاعب مع فريقه

لَعِب المدنيّ لعدّة أندية داخل وخارج السّعوديّة، منها: أحد السّعوديّ، الأهليّ السّعوديّ، الاتّحاد السّعوديّ، الأهليّ البحرينيّ، والجهراء الكويتيّ.

## المُشاركات
شارك وليد المدنيّ في العديد من البطولات الدّاخليّة والخارجيّة مع الفِرَق والمُنتخَب السّعوديّ، منها:
- البطولة الخليجيّة (ثلاث عشرةَ مرّة)
- بطولة النّخبة
- بطولة الخليج
- بطولة الدّوريّ
- بطولة الكأس العامّ
- بطولة المُربّع الذّهبيّ
- بطولة الشّرطة العربيّة
- البطولة العســـــكـريّــة
- البطولة الأفـروآسـيـويّـة لكرة السّلّة
- إلى جانب العديد من الودّيّات العالميّة.

## البطولات والإنجازات
حصد وليد المدنيّ عدداً كبيراً من الألقاب والبطولات في المباريات الّتي شارك فيها؛ إذ حقّق مع ناديه، أُحُد، والمُنتخَب السّعوديّ أكثر من 20 بطولة.

### الألقاب
- أفضل لاعب سعوديّ على مدار موسمين.[4][5]
- أفضل مُدافع خليجيّ في بطولة الخليج الّتي أُقيمَتْ بالبحرين (لُقِّب بسوبرمان السّلّة السّعوديّة[6]).

### الإنجازات المحليّة والعالميّة
- حقّق بطولة الدّوريّ ستّ مرّات للأعوام الميلاديّة: 1990-1999-2002-2003-2013-2016.[5][7]
- حصد بطولة الكأس العامّ أربع مرّات للأعوام الميلاديّة: 1990-1991-1997-2001.
- حصد بطولة الخليج عام 1993م.
- نال بطولة المُربّع الذّهبيّ مع فريقه عام 1997م.
- حصد المركز الثّالث مع المنتخب السّعوديّ على قارّة آسيا في اليابان عام 1999م.[8]
- حقّق بطولة النّخبة مرّتين للعامين الميلاديّين 2003 و 2010.
- حقّق بطولة الخليج في الرّياض.
- حصد بطولة الشّرطة العربيّة عند إقامتها في كلٍّ من: الرّياض ولبنان.
- حصل على المركز الخامس مع المنتخب في البطولة العسكريّة.
- شارك مع المنتخب في البطولة الأفروآسيويّة، وحصدوا المركز الثّالث.

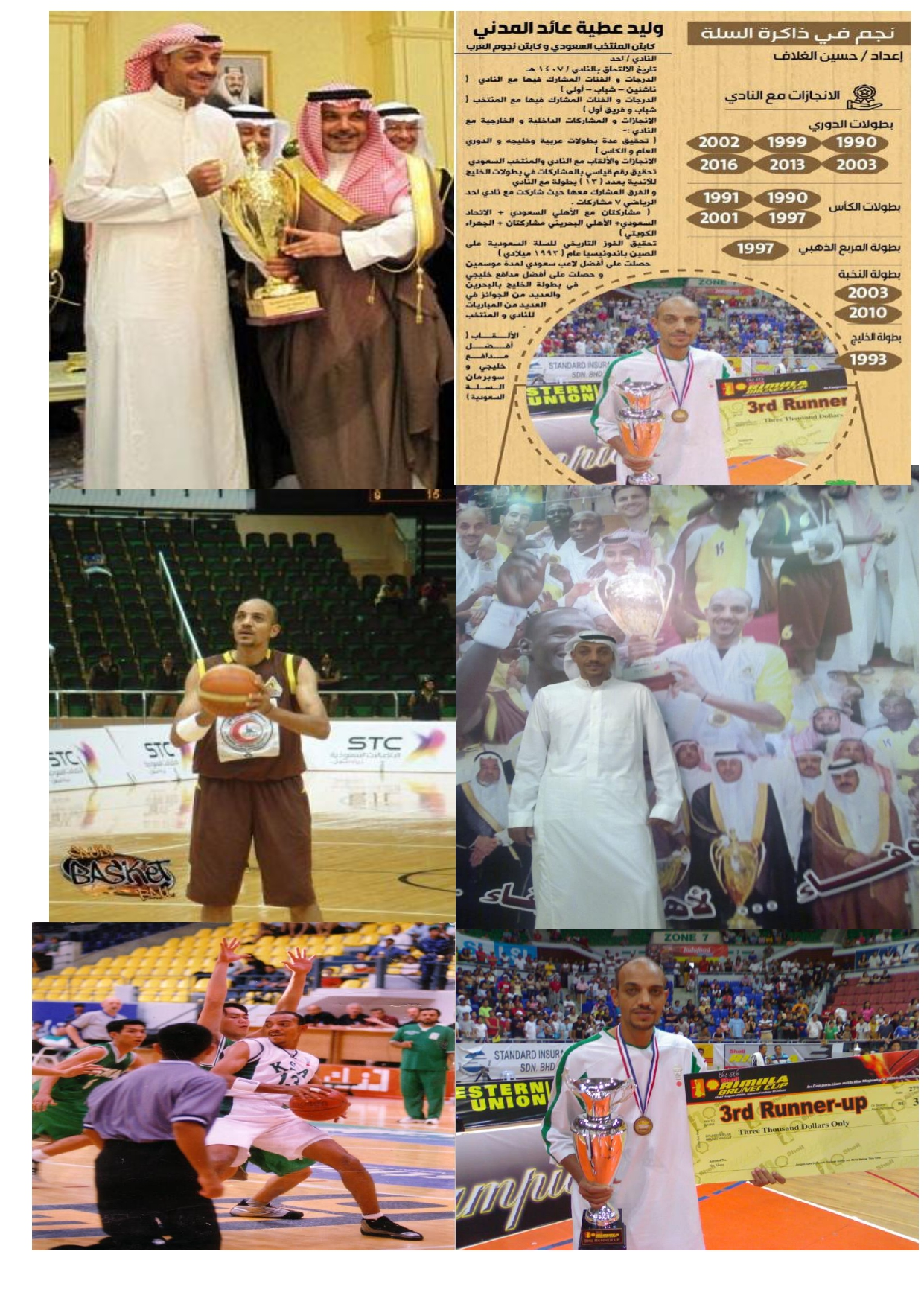
سوبرمان السّلّة السّعوديّة

- نال مع المنتخب المركز الثّالث على قارّة آسيا في ودّيّة بروناي.
- شارك مع المنتخب في البطولة العربيّة بسوريا، والبطولة العربيّة الودّيّة بالأردن، واستطاع مع فريقه الحصول على اللّقب.

## الاعتزال
أعلن لاعب فريق سلّة أُحد الدّوليّ، وقائد المُنتخَب السّعوديّ السّابق وليد عطيّة المدنيّ، الشّهير بسوبرمان الصّالات المُغلقة، اعتزاله اللّعب بشكلٍ نهائيّ عام 2013م عن عُمرٍ يُناهز السّابعة والثّلاثين عاماً، بعد مشوار حافل مع ناديه والمنتخب السّعوديّ لكرة السّلّة استمرّ لِما يُقارب ثلاثاً وعشرين سنة، وقد أوضح عند إشهار قرار اعتزاله أنّ رغبته الجادّة بهجر الكرة تأخّرت لأكثر من عامين بسبب مطالب إداريّة وجماهيريّة سابقة بالاستمرار.
حصل لاحقاً في عام 2023م على رخصة مُدرّب مُعتمَد وشهادة "مُدرِّب الأولمبياد الخاصّ لكرة السّلّة" بعد اجتيازه لبرنامج تأهيليّ أُقيم في مدينة جدّة بإشراف هيئة الأولمبياد الخاصّ السّعوديّ.

## وصلات خارجيّة
- سوبرمان السّلّة السّعوديّة (وليد عطيّة)
- مُقابلة مع العملاق وليد عطيّة المدنيّ
- استعداداً للمشاركة في البطولة العربيّة والخليجيّة والآسيويّة

## المَراجِع
1. ↑  الحبيشي، صالح (27 فبراير 2007). "أندية خليجية تتنافس على نجم أحُد وليد عطية". صحيفة الرّياض. العدد 14127. مؤرشف من الأصل في 2022-12-18. اطلع عليه بتاريخ 2023-02-27.
2. ↑  "تأهل المنتخب السعودي الأول لكرة السلة الى الدور ربع النهائي من البطولة العربية الـ20 لكرة السلة". 19 سبتمبر 2010. مؤرشف من الأصل في 2023-02-27. اطلع عليه بتاريخ 2023-02-28.
3. ↑  "«السوبرمان» وليد عطية حقق مع ناديه أحد والمنتخب السعودي أكثر من 20 بطولة". archive.aawsat.com. مؤرشف من الأصل في 2023-02-27. اطلع عليه بتاريخ 2023-02-27.
4. ↑  جدة (22 مارس 2003). "محسن خلف وأفضل لاعب سعودي". alyaum. مؤرشف من الأصل في 2023-02-27. اطلع عليه بتاريخ 2023-02-27.
5. 1 2  "سعادتي بالبطولة من سعادتي بحصولي على لقب أفضل لاعب". alyaum. 6 أبريل 2003. مؤرشف من الأصل في 2023-02-27. اطلع عليه بتاريخ 2023-02-27.
6. ↑  "«السوبرمان» وليد عطية يعلن اعتزاله اللعب بعد 23 عاما في ملاعب السلة". archive.aawsat.com. مؤرشف من الأصل في 2023-01-18. اطلع عليه بتاريخ 2023-02-27.
7. ↑  جدة (22 مارس 2003). "تحقيق الفريق الأُحُدي بطولة الدوري الممتاز لكرة السلة". alyaum. مؤرشف من الأصل في 2023-02-27. اطلع عليه بتاريخ 2023-02-27.
8. ↑  "منتخب الشباب - الدوري السعودي لكرة السلة". www.sbl.sa. مؤرشف من الأصل في 2022-11-28. اطلع عليه بتاريخ 2023-02-27.
9. ↑  عبدالله، المدينة المنورة: محمد (22 يونيو 2011). "وليد مدني يلحق بخلف ويقرر اعتزال سلة أحد". Watanksa. مؤرشف من الأصل في 2023-01-18. اطلع عليه بتاريخ 2023-02-27.